# Policía Local de Las Palmas de Gran Canaria
La Policía Local de Las Palmas de Gran Canaria es un instituto armado de naturaleza civil y estructura y organización jerarquizada de ámbito municipal en la ciudad de Las Palmas de Gran Canaria, creada en el año 1859.

## Competencias
La Ley Orgánica 2/1986, de 13 de marzo, de Fuerzas y Cuerpos de Seguridad desarrolla en el artículo 53 las competencias de las Policías Locales, así como en el artículo 8 de la Ley 6/1997, de 4 de julio, de Coordinación de Policías Locales de Canarias. 
- Proteger a las autoridades de las Corporaciones Locales, y vigilancia o custodia de sus edificios e instalaciones.
- Ordenar, señalizar y dirigir el tráfico en el casco urbano, de acuerdo con lo establecido en las normas de circulación.

- Instruir atestados por accidentes de circulación dentro del casco urbano.
- Policía Administrativa, en lo relativo a las Ordenanzas, Bandos y demás disposiciones municipales dentro del ámbito de su competencia.
- Participar en las funciones de Policía Judicial, en la forma establecida en el artículo 29.2 de esta Ley.
- La prestación de auxilio, en los casos de accidente, catástrofe o calamidad pública, participando, en la forma prevista en las Leyes, en la ejecución de los planes de Protección Civil.
- Efectuar diligencias de prevención y cuantas actuaciones tiendan a evitar la comisión de actos delictivos en el marco de colaboración establecido en las Juntas de Seguridad.
- Vigilar los espacios públicos y colaborar con las Fuerzas y Cuerpos de Seguridad del Estado y con la Policía de las Comunidades Autónomas en la protección de las manifestaciones y el mantenimiento del orden en grandes concentraciones humanas, cuando sean requeridos para ello.
- Cooperar en la resolución de los conflictos privados cuando sean requeridos para ello.[2]

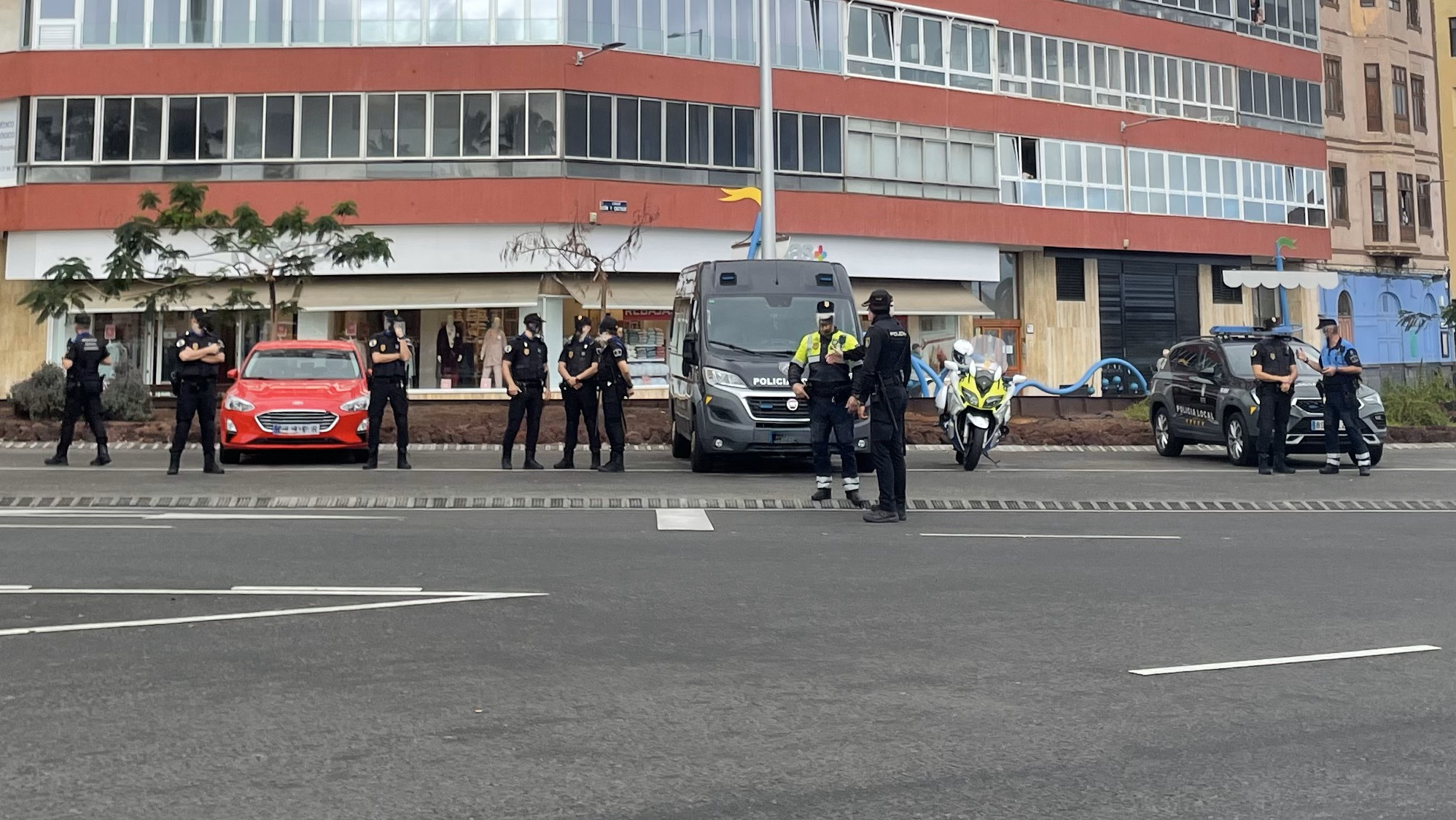
Agentes de diferentes unidades (Tráfico, GOIA-UE) en un dispositivo de seguridad

## Personal y mandos
Con la incorporación en el año 2025 de cuarenta y cinco nuevos agentes el Cuerpo alcanza unas cifras de 550 efectivos, un proceso que comenzó en el año 2022. Según el Consistorio, el 82% de la Relación de Puestos de Trabajo está cubierta.

### Cargos y personas en 2025[5]
- Alcaldesa de Las Palmas de Gran Canaria: Carolina Darias.
- Concejal de Seguridad y Emergencias: Josué Íñiguez.
- Jefa de la Policía Local: Carmen Delia Martín Mederos.

## Organización operativa[6]

### Unidades Centrales

#### Unidad Adscrita a Policía Judicial
Lleva a cabo las diligencias por delitos relacionados con la Seguridad Vial y otros delitos de menor gravedad, enviando la documentación al Juzgado de Instrucción. Sus responsabilidades incluyen las que se relacionan con la protección de niños, notificaciones y participación en embargos judiciales. Además, incluye la Oficina de Denuncias, ubicada en la Jefatura de Miller Bajo. 

#### Unidad de Mediación y Convivencia (UMEC)
El objetivo de esta unidad, creada en 2022, es la protección animal y del medio ambiente.

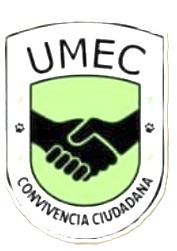
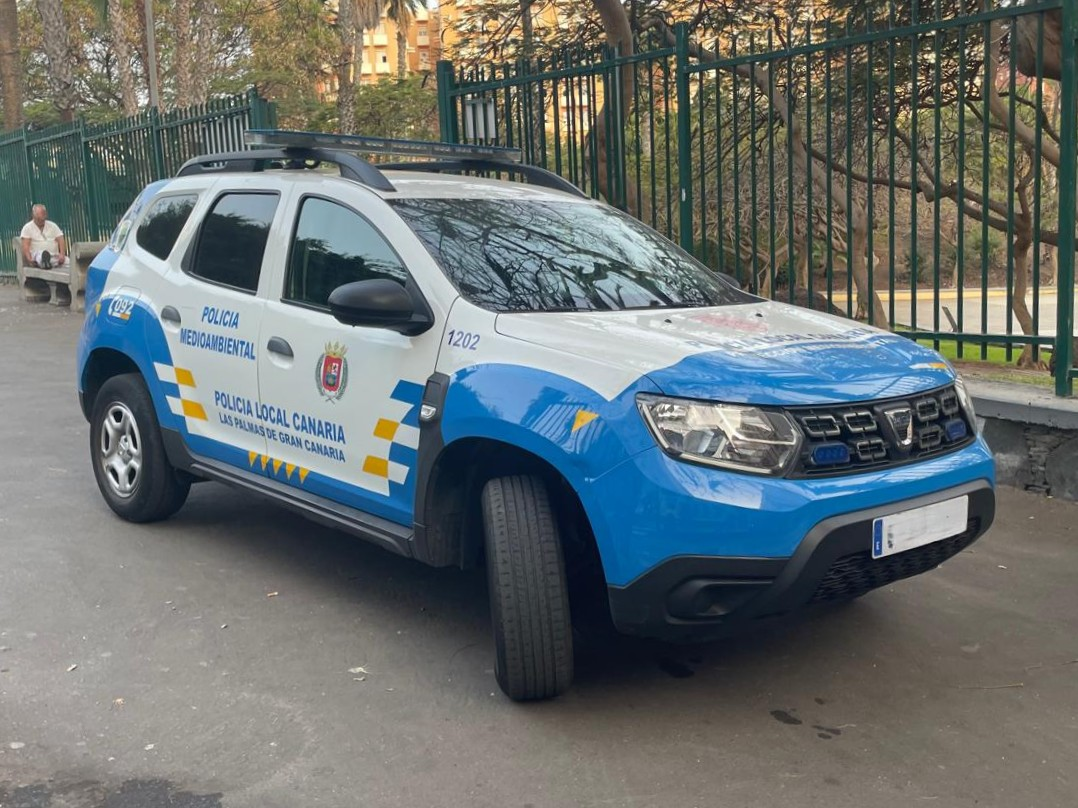
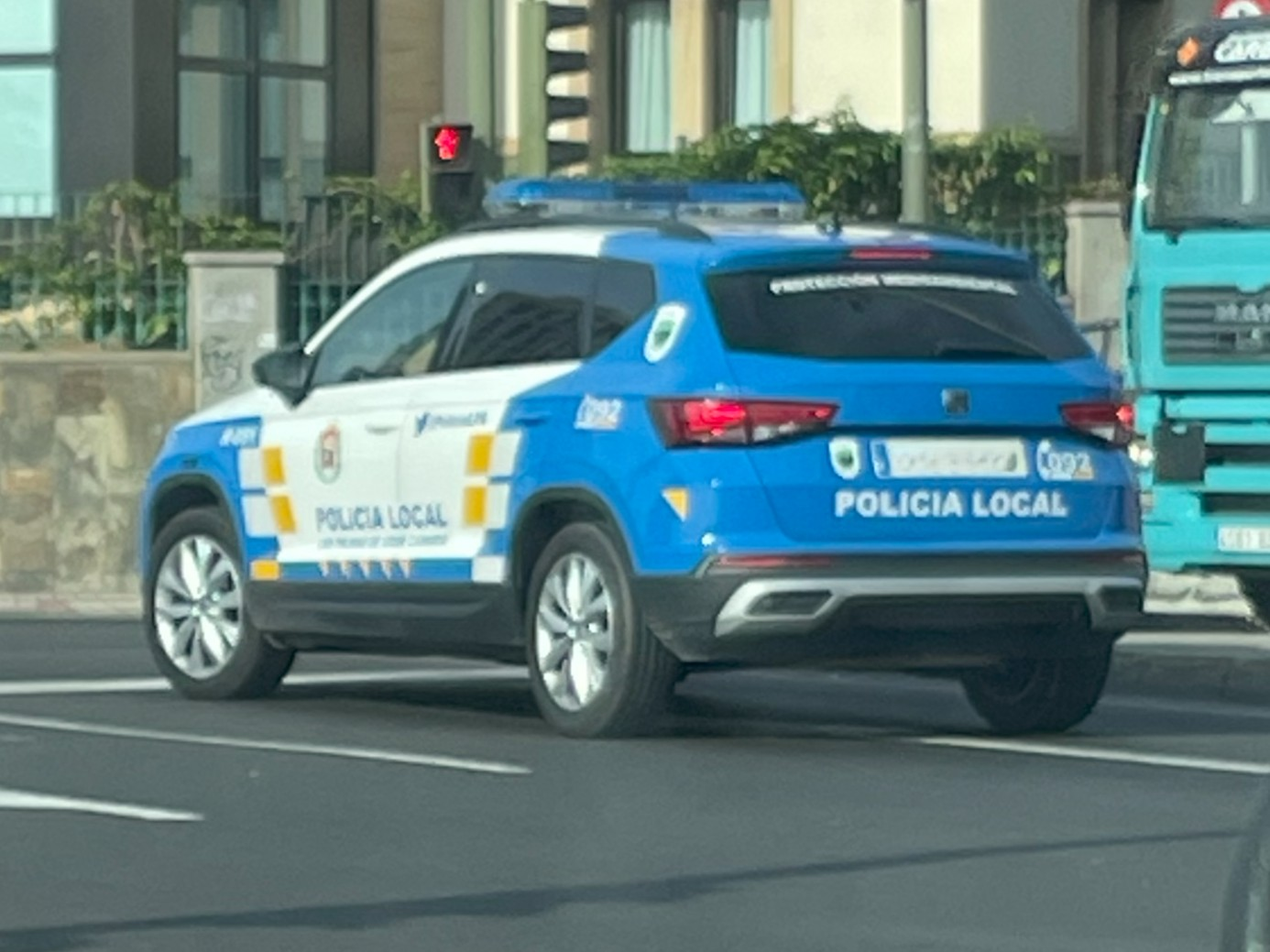

#### Unidad de Información y Comunicación (GIC)
También en CEMELPA se encuentra el G.I.C., el Gabinete de Información y Comunicación de la Policía Local, que tiene la responsabilidad de establecer la conexión de información oficial con los medios de comunicación, trabajando junto con el Gabinete de Prensa del Ayuntamiento. Además, se encarga de manejar el sitio web y las cuentas oficiales en las redes sociales .

### Unidades Territoriales
Considerando la disposición geográfica de nuestra ciudad y las demandas que presenta, los distritos de Las Palmas de Gran Canaria disponen de Unidades Policiales que se enfocan en prevenir delitos urbanos y ofrecer atención individual a los ciudadanos, prestando especial atención a aquellos que puedan estar en situaciones de riesgo. El fin de estas Unidades es mantener una cercanía constante. 

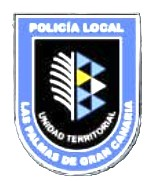

#### Unidades de Barrios
Unidad enfocada en la cercanía con los vecinos, en atender sus necesidades más urgentes y en crear un ambiente de confianza entre todos, elementos que buscan aumentar la seguridad en la comunidad. La atención individual, la creación de reportes y la cooperación en la elaboración de certificaciones son algunas de sus funciones. 

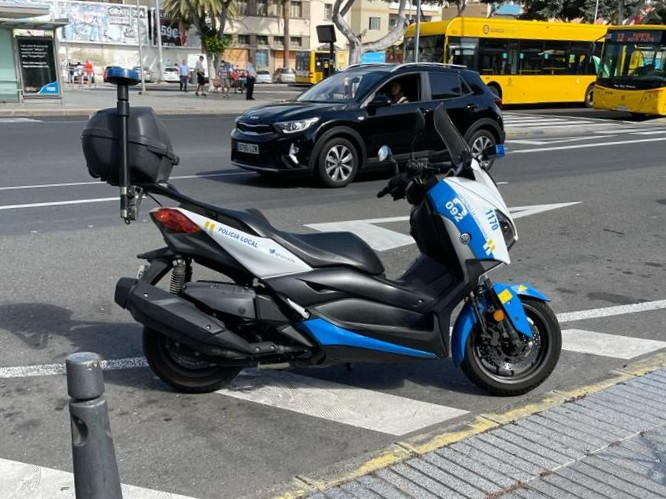

#### Zona Ciudad
Distritos 1 (Vegueta, Cono Sur y Tafira), 2 (Centro), 4 (Ciudad Alta) y 5 (Tamaraceite, San Lorenzo y Tenoya)

#### Zona Isleta-Puerto-Guanarteme
Distrito 3 (isleta, Puerto y guanarteme)

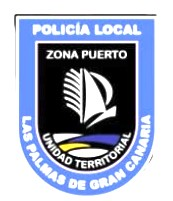
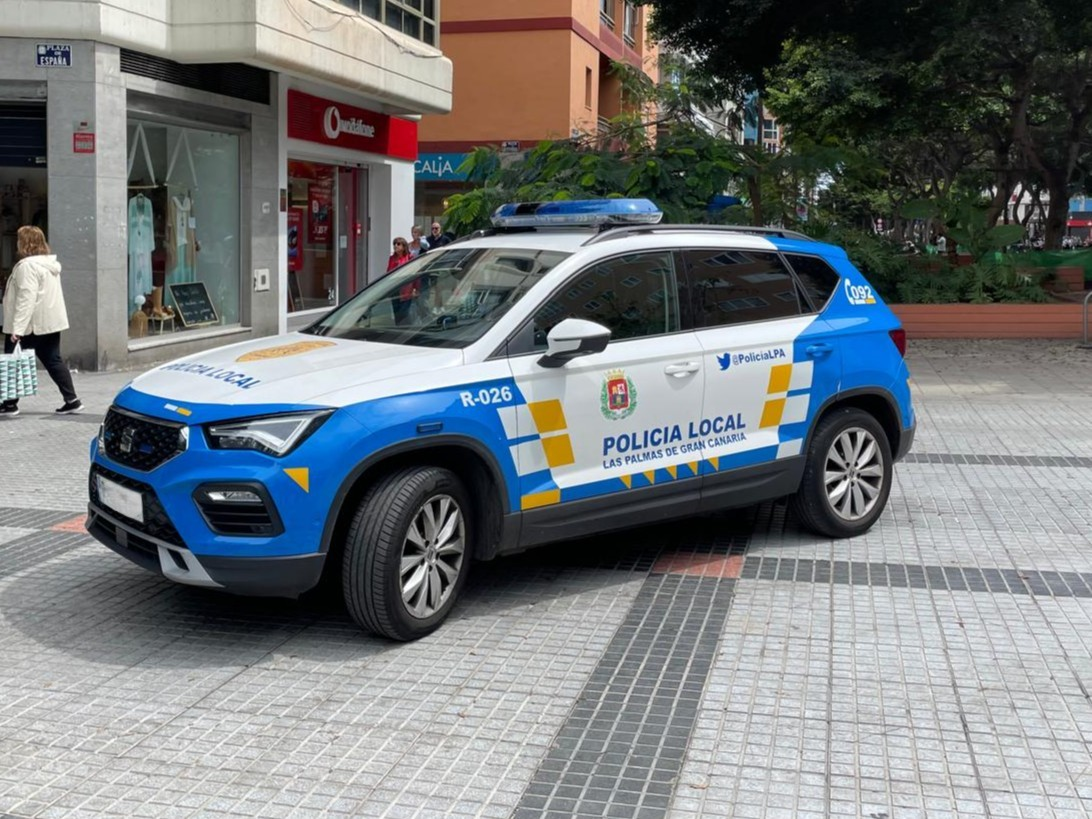
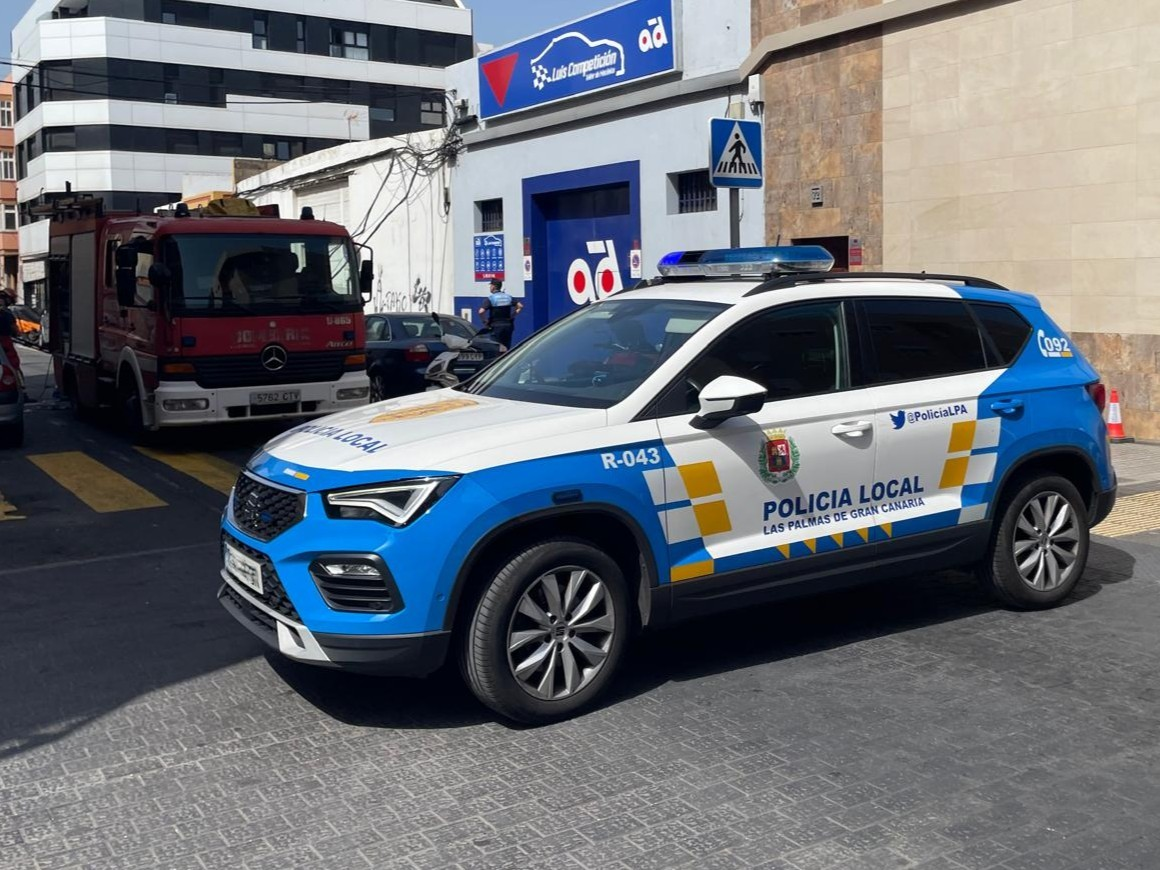

#### Policía Turística (ORCA)
Ubicada su sede en la Playa de Las Canteras, su objetivo primordial es garantizar la convivencia y la seguridad de los ciudadanos en las varias playas de la ciudad, además de ayudar y ofrecer apoyo a los visitantes extranjeros que llegan a la ciudad. 

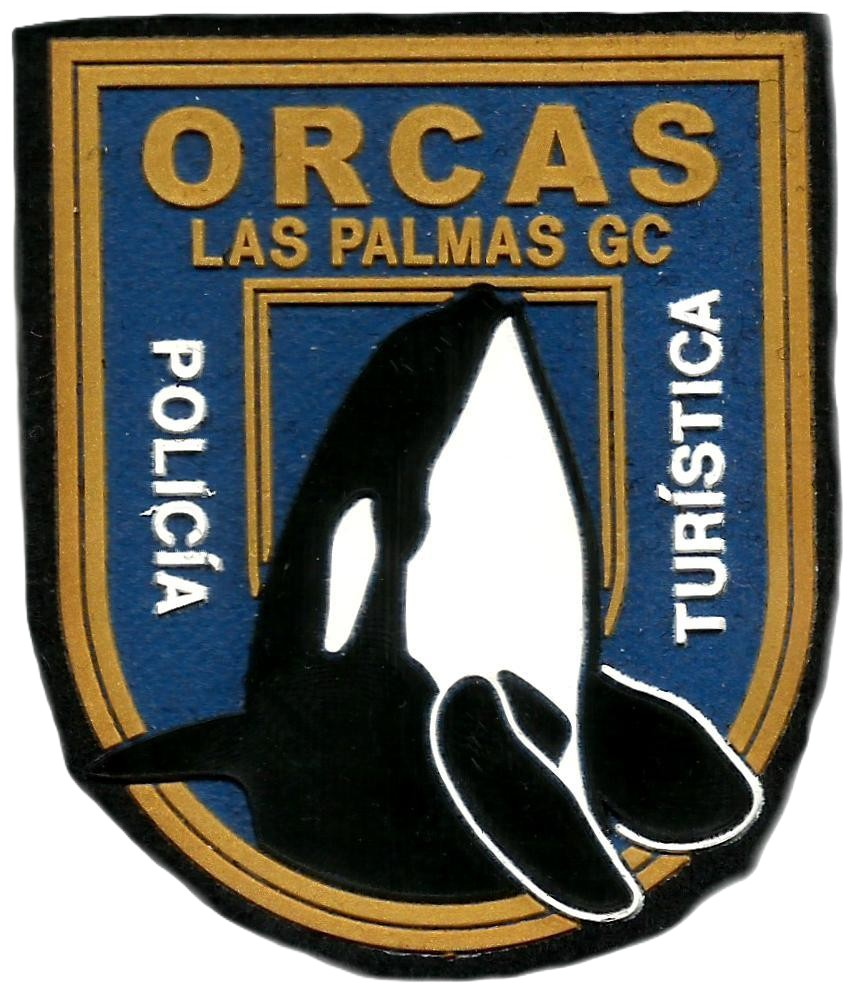
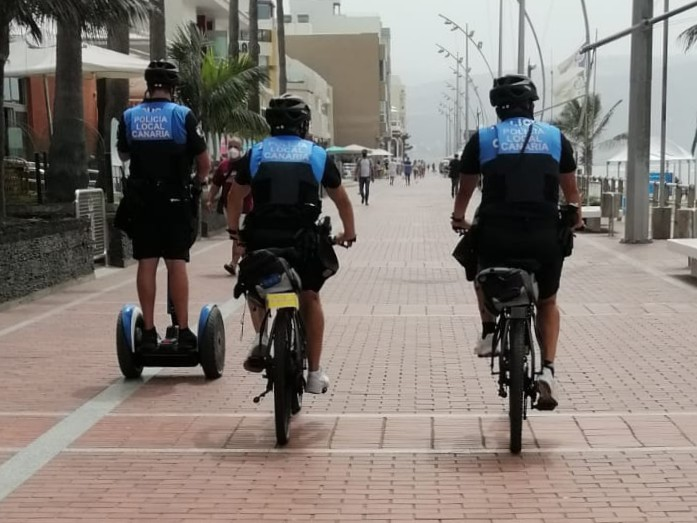
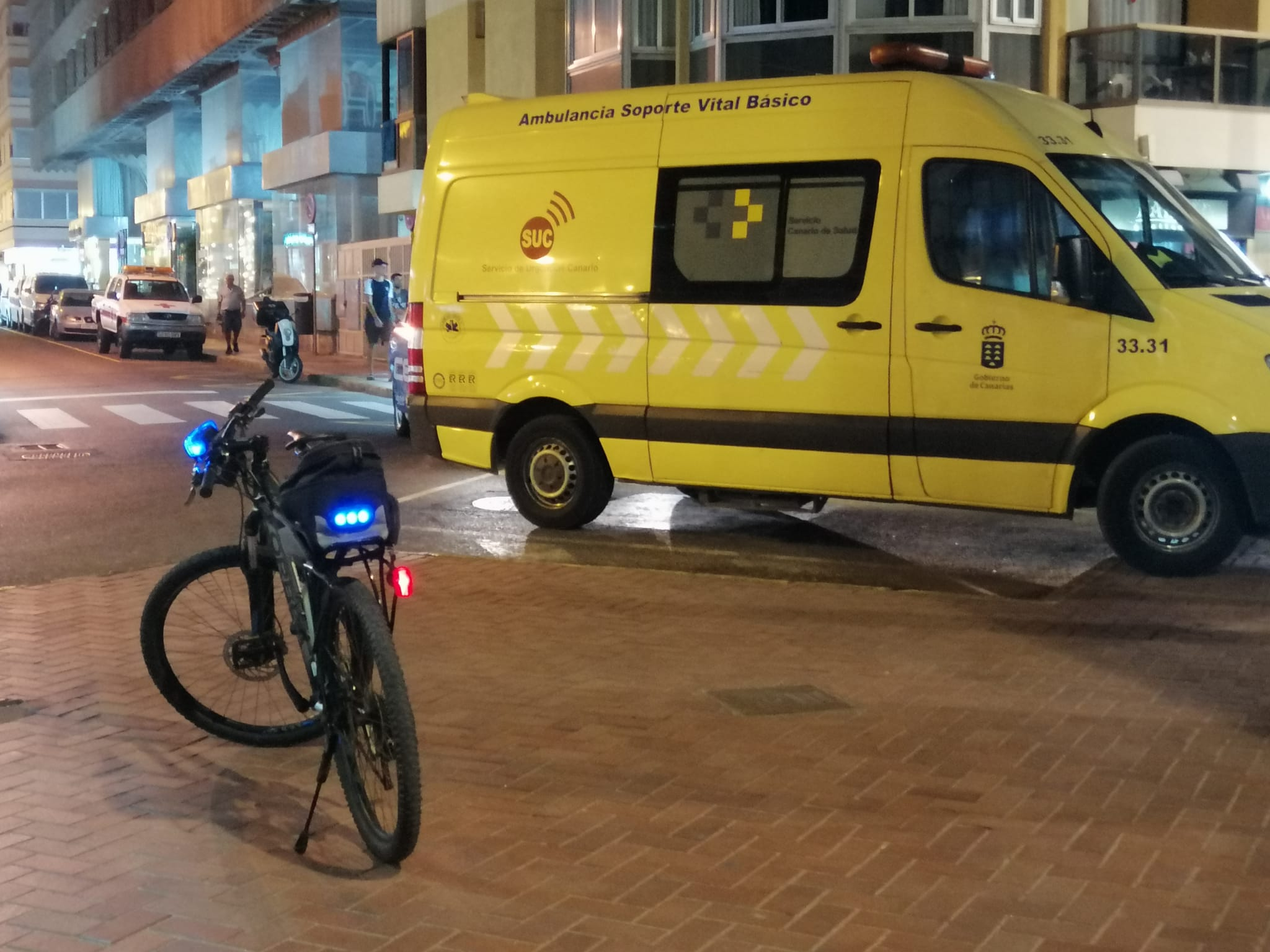

### Unidades Especializadas

#### Unidad de Transmisiones
El cometido de esta unidad es la canalización de las solicitudes de los ciudadanos a través del teléfono 092 y su página web en el CEMELPA (Centro Municipal de Seguridad y de Emergencias), así como los derivados desde la Sala Operativa del 1-1-2 y las demandas de sus propios recursos.

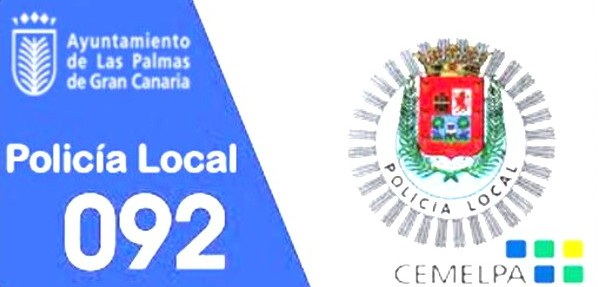
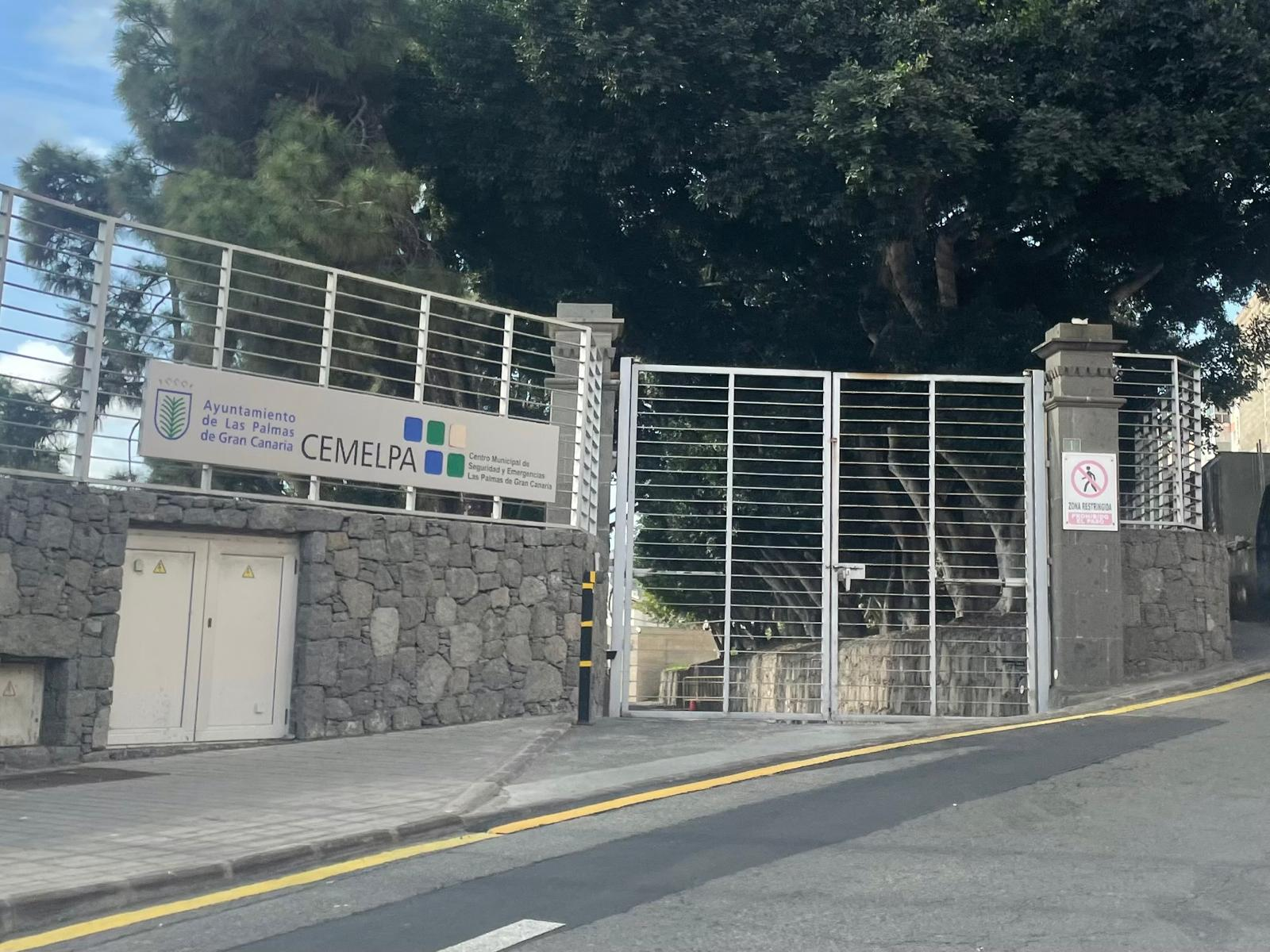

#### Unidad de Protección y Acompañamiento (UPAL)
Creada en 2017, su fin es la atención de personas en situación de vulnerabilidad, principalmente menores y mujeres víctimas de violencia de género.

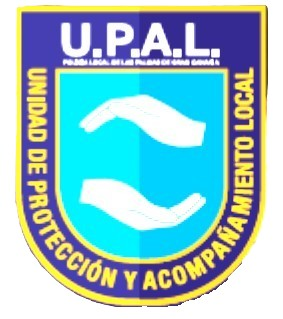

#### Unidad Especial - Grupo Operativo de Intervención y Apoyo (UE-GOIA)
Fundada en 2005, entre las tareas más importantes está el respaldo operativo a otras secciones en situaciones de alteración del orden público, grave riesgo o calamidad. Además, los integrantes de la UE son responsables de la lucha contra el tráfico de drogas en la ciudad, utilizando métodos de seguimiento e indagación policial, trabajando con agentes uniformados y de civil. 

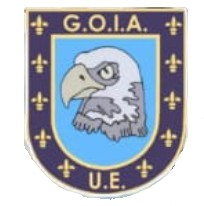
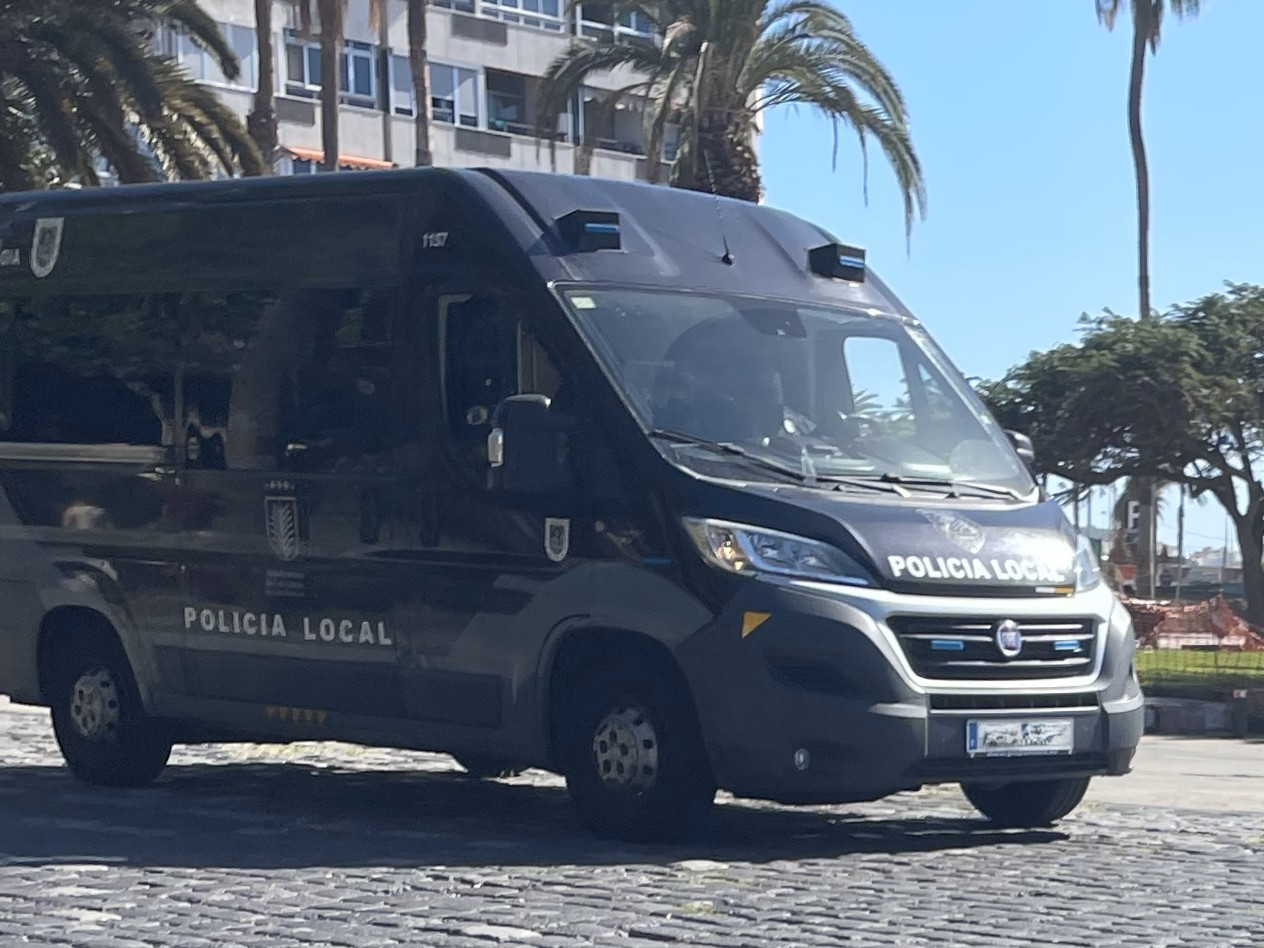
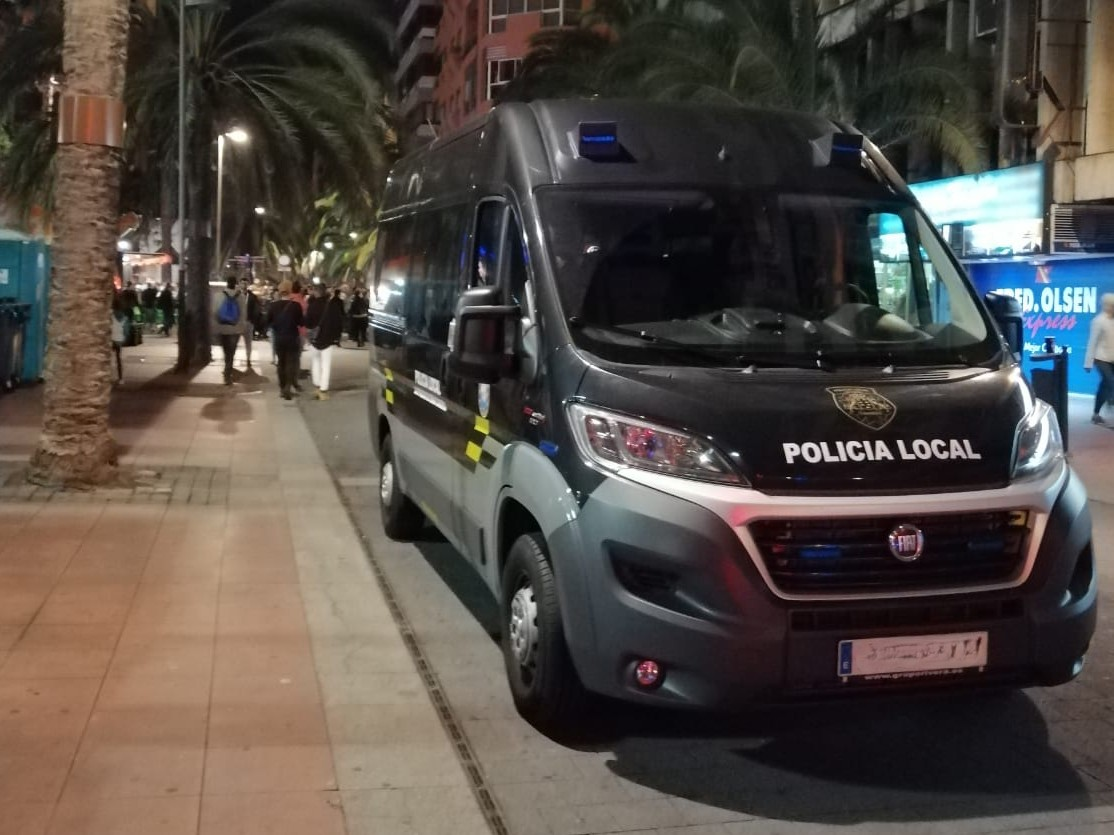
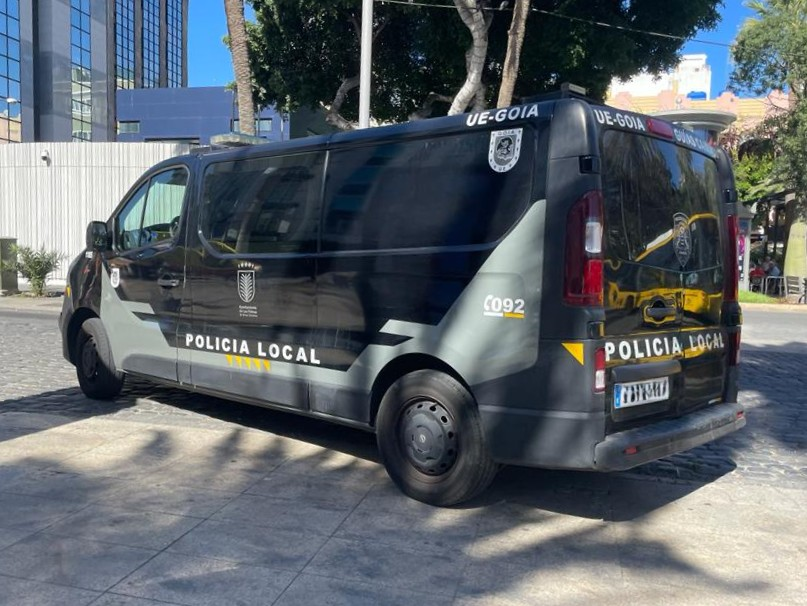
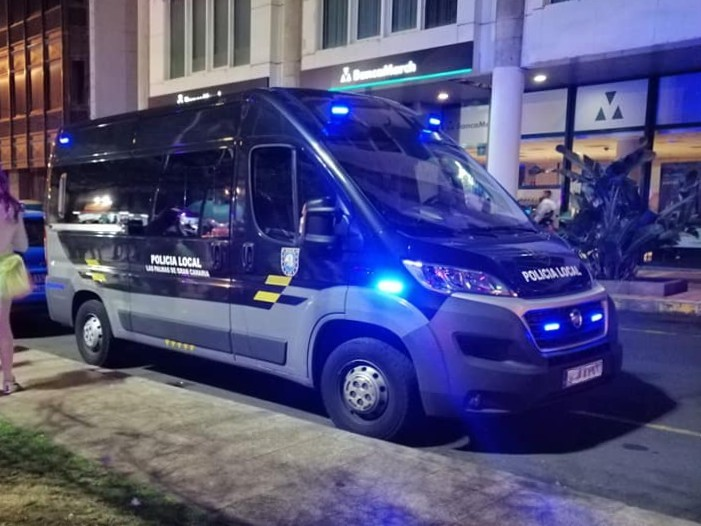

#### Unidad Canina (UCAPOL)
Formada por agentes que tienen capacitación específica en el entrenamiento y uso de canes para diferentes tareas, como la búsqueda de drogas, el rescate de individuos, y más.  

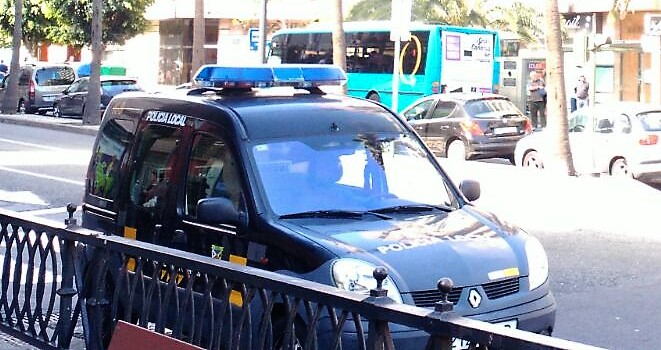

#### Unidad de Tráfico
Su función principal es gestionar y agilizar el tráfico en las calles que son responsabilidad del municipio, en la ciudad de Las Palmas de Gran Canaria, implementando las medidas y supervisiones necesarias para cumplir con este propósito. 

Su Sección Motorizada fue fundada en 1938.

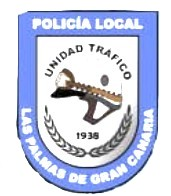
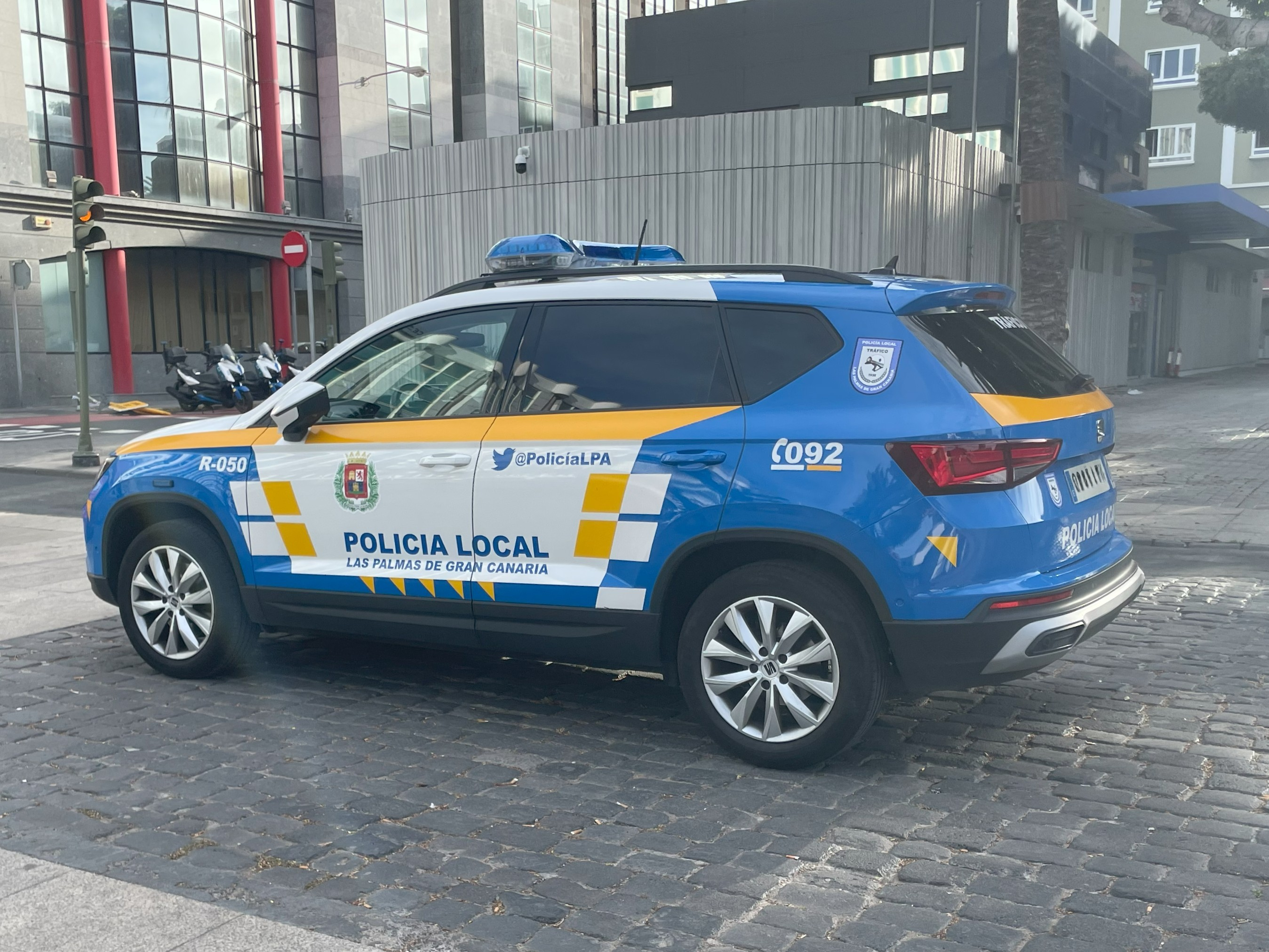
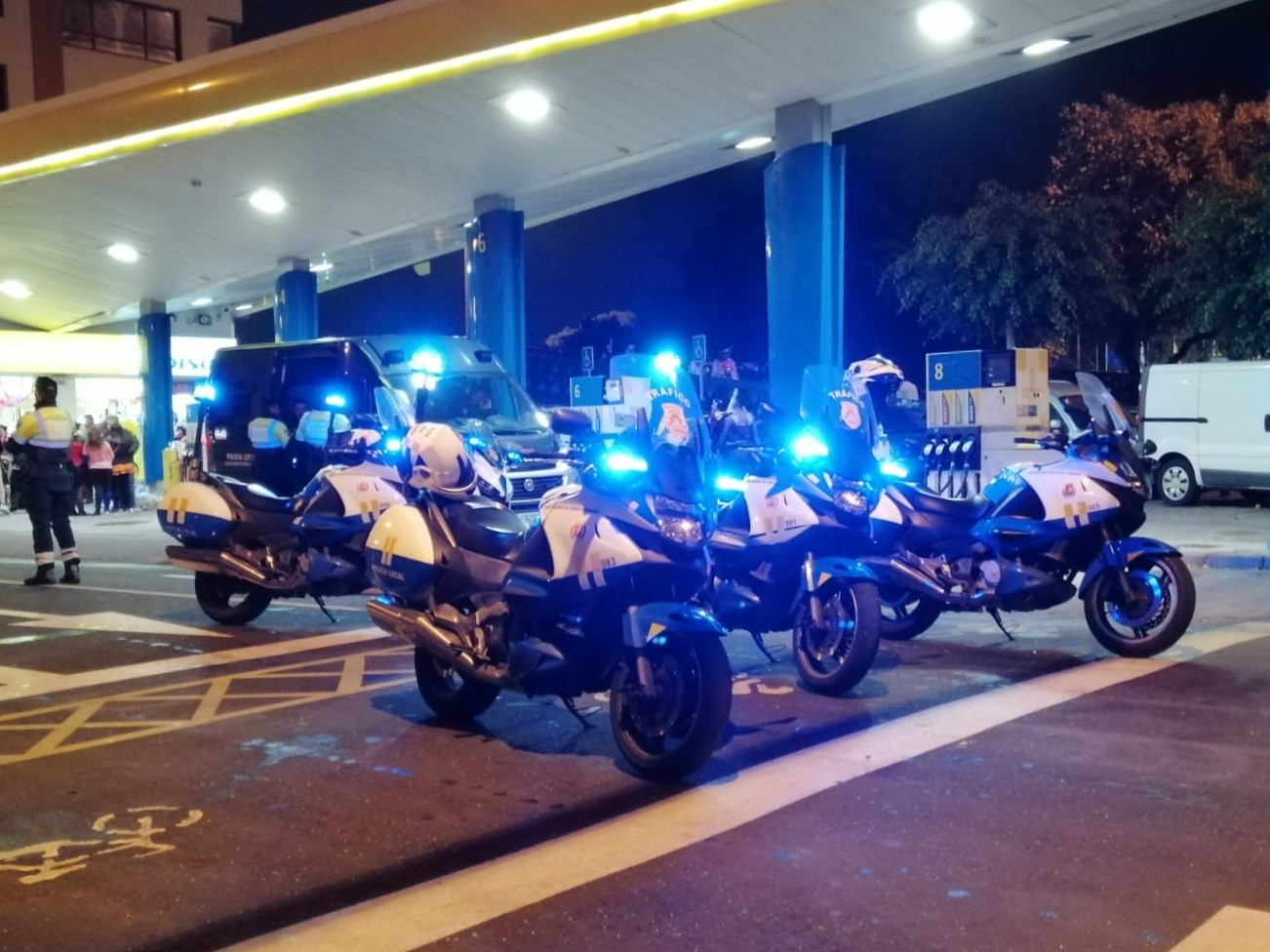
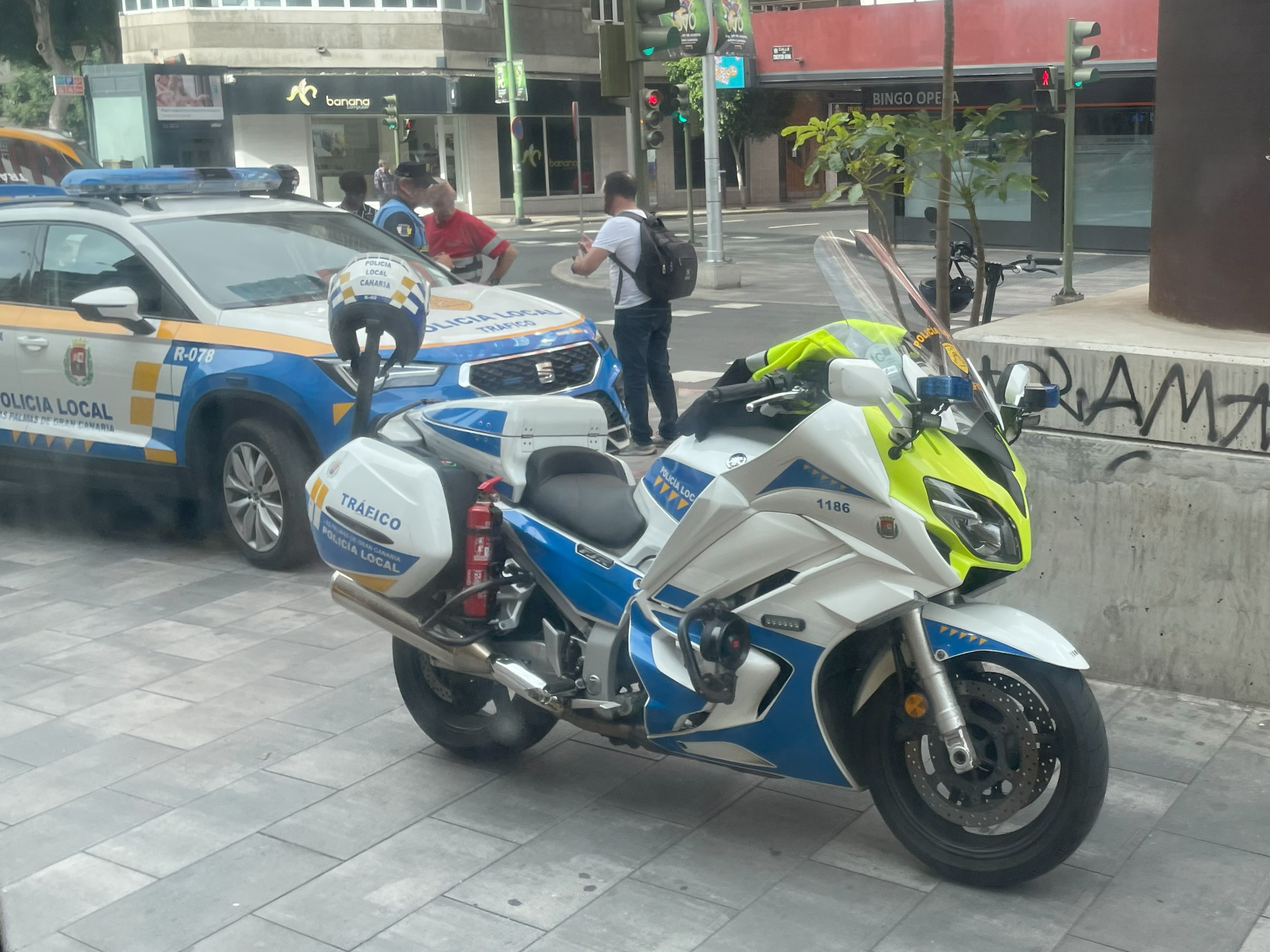

#### Unidad de Atestados

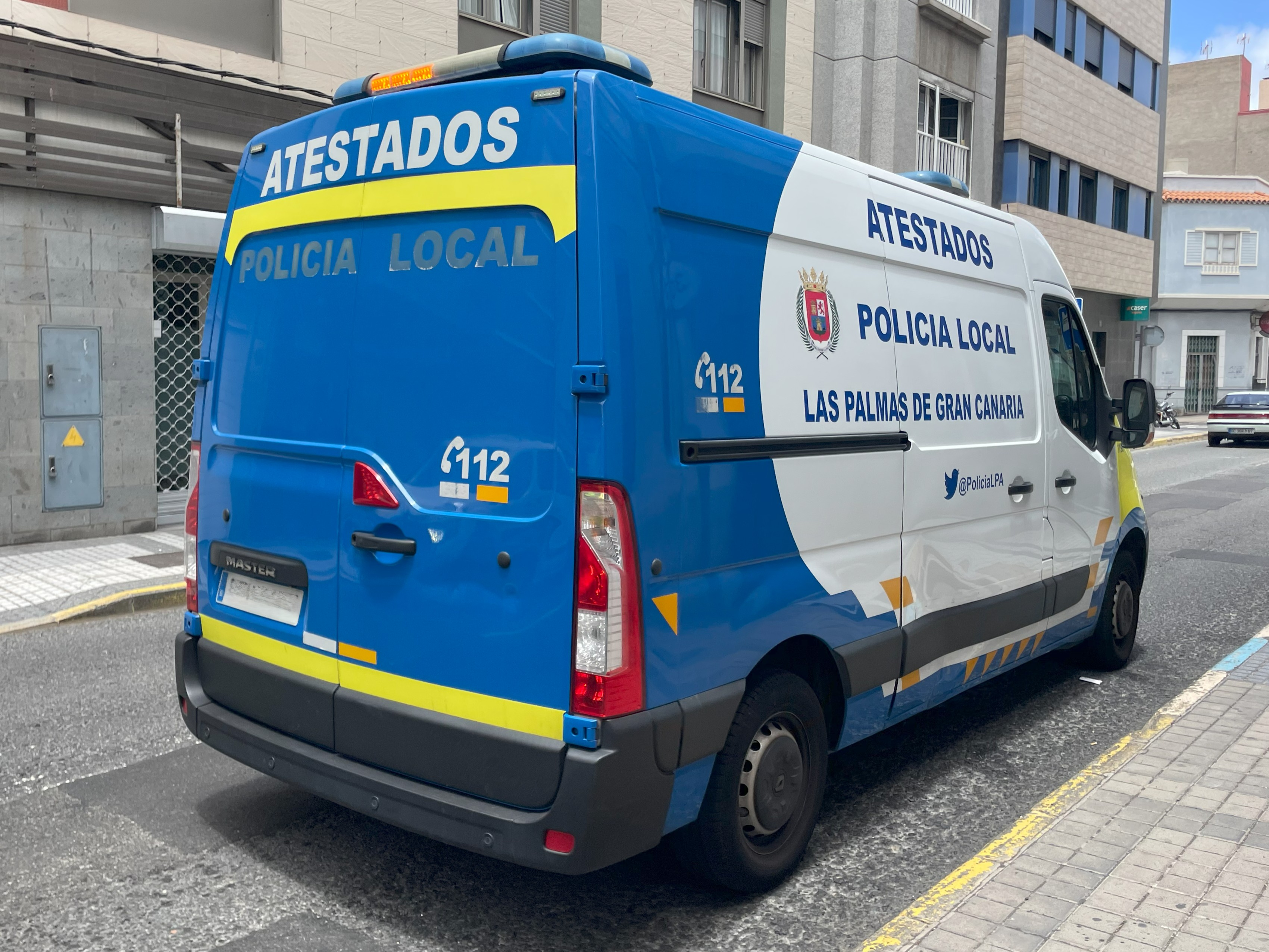
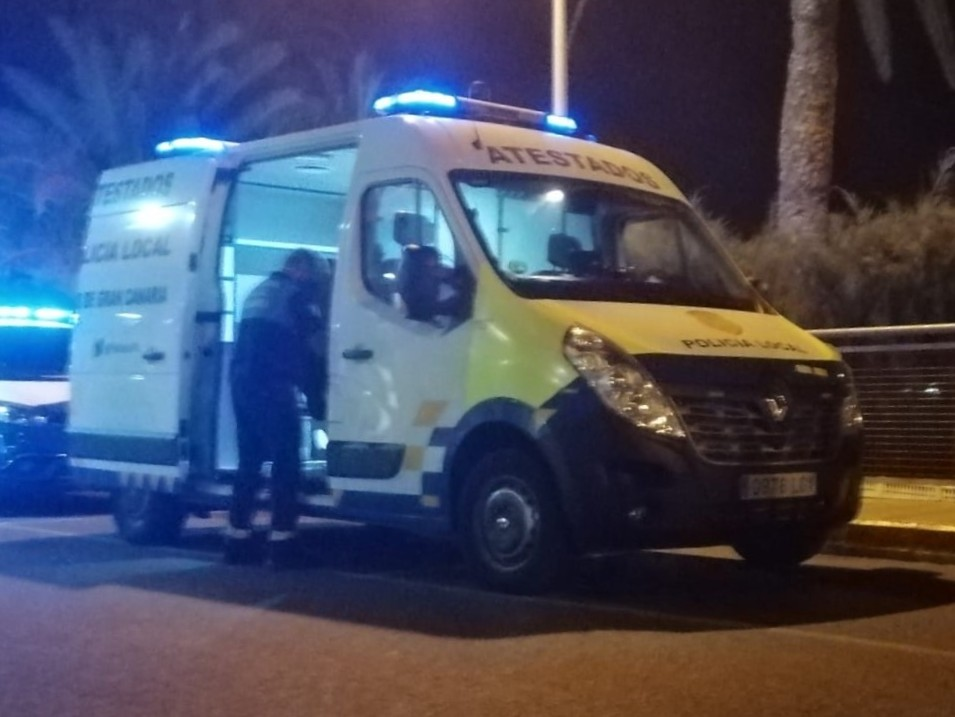

#### Unidad de Agentes de Movilidad
Las responsabilidades de los Agentes de Movilidad están detalladas en la Ley Orgánica de Fuerzas y Cuerpos de Seguridad, que permite a los municipios grandes crear un grupo de funcionarios que son subordinados a la Policía Local. Su tarea es gestionar el tráfico y se les reconoce como agentes de la autoridad. En las Islas Canarias, la Policía Local de Las Palmas de Gran Canaria es la única que ha incorporado este rol en su estructura. 

La tarea principal de estos agentes es organizar y señalizar el tráfico en las calles de la ciudad, buscando mejorar la seguridad vial en el municipio y la calidad del servicio de la Policía Local.  Esto les ayuda a redistribuir mejor a los policías en sus labores de vigilancia de la seguridad pública. Estas actividades de regulación del tráfico son necesarias en las diferentes entradas a la ciudad, especialmente durante las horas de mayor congestión. Además, durante su trabajo, se dirigen a áreas de la ciudad que, por diversas razones (accidentes, obras en la calle, fallos en semáforos, etc. ), presentan problemas de tráfico, con la finalidad de facilitar el flujo vehicular. 

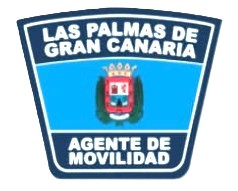
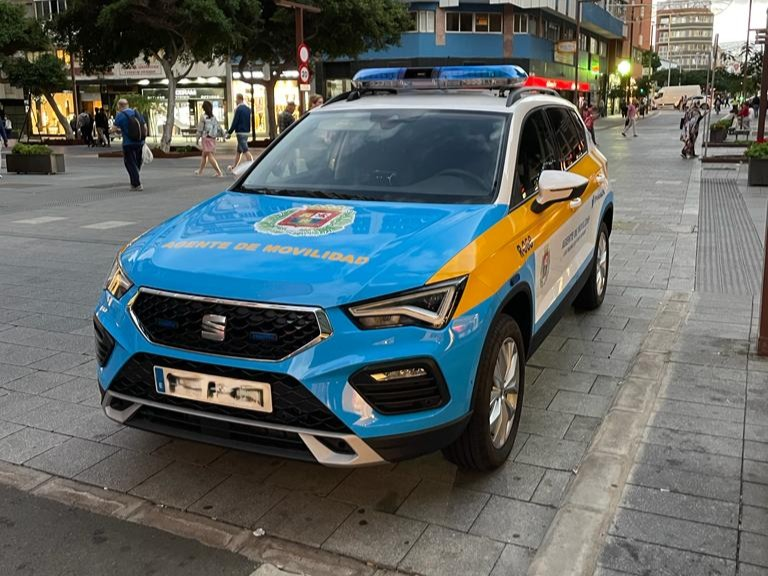
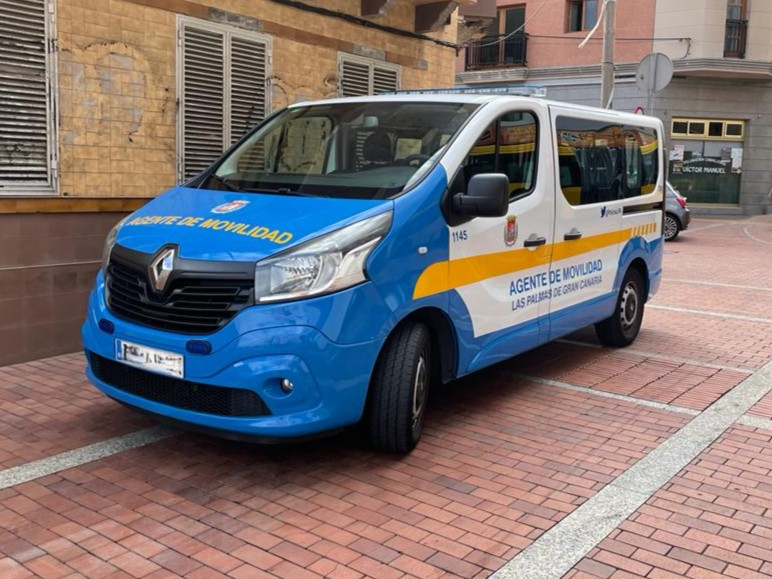

#### Unidad de Parque Móvil

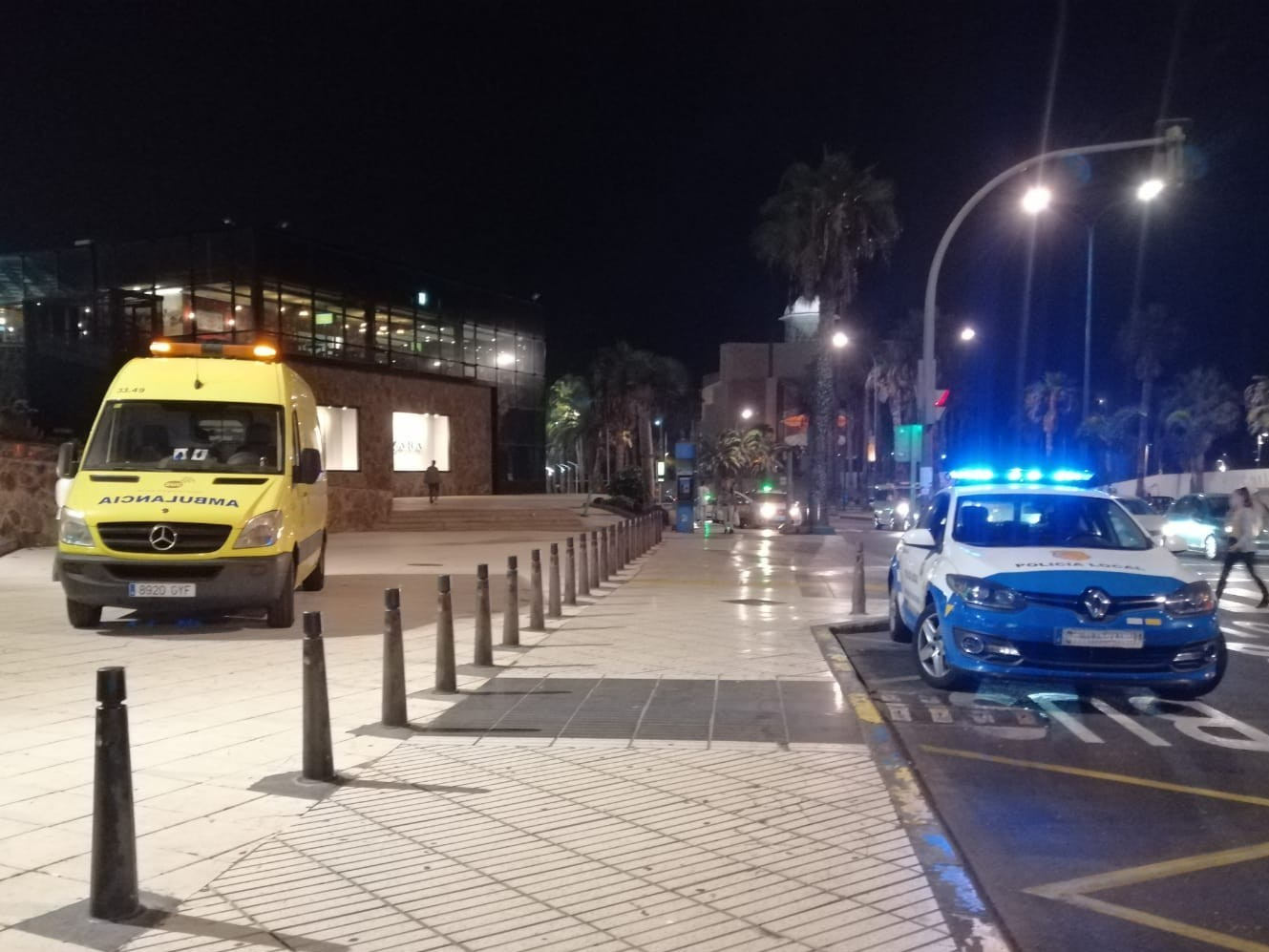
Unidad de Distritos interviene junto a recurso del Servicio de Urgencias Canario

### Unidad Nocturna Especial (UNE)
Formada por radiopatrullas con experiencia y conocimientos en el trabajo policial en horario nocturno y sus peculiaridades.

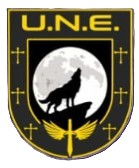

## Comisarías y otras instalaciones
- Jefatura de Policía Local (C/ Eufemiano Fuentes Cabrera nº 3, Miller Bajo)
- Centro Municipal de Seguridad y Emergencias de Las Palmas de Gran Canaria (CEMELPA) (C/ Tunerillas nº 1, La Paterna)
  - Además de coordinar los recursos y controlar el tráfico, el CEMELPA es la base del GOIA-UE y la UCAPOL.Intervención conjunta junto al Servicio de Urgencias Canario en un accidente de tráfico

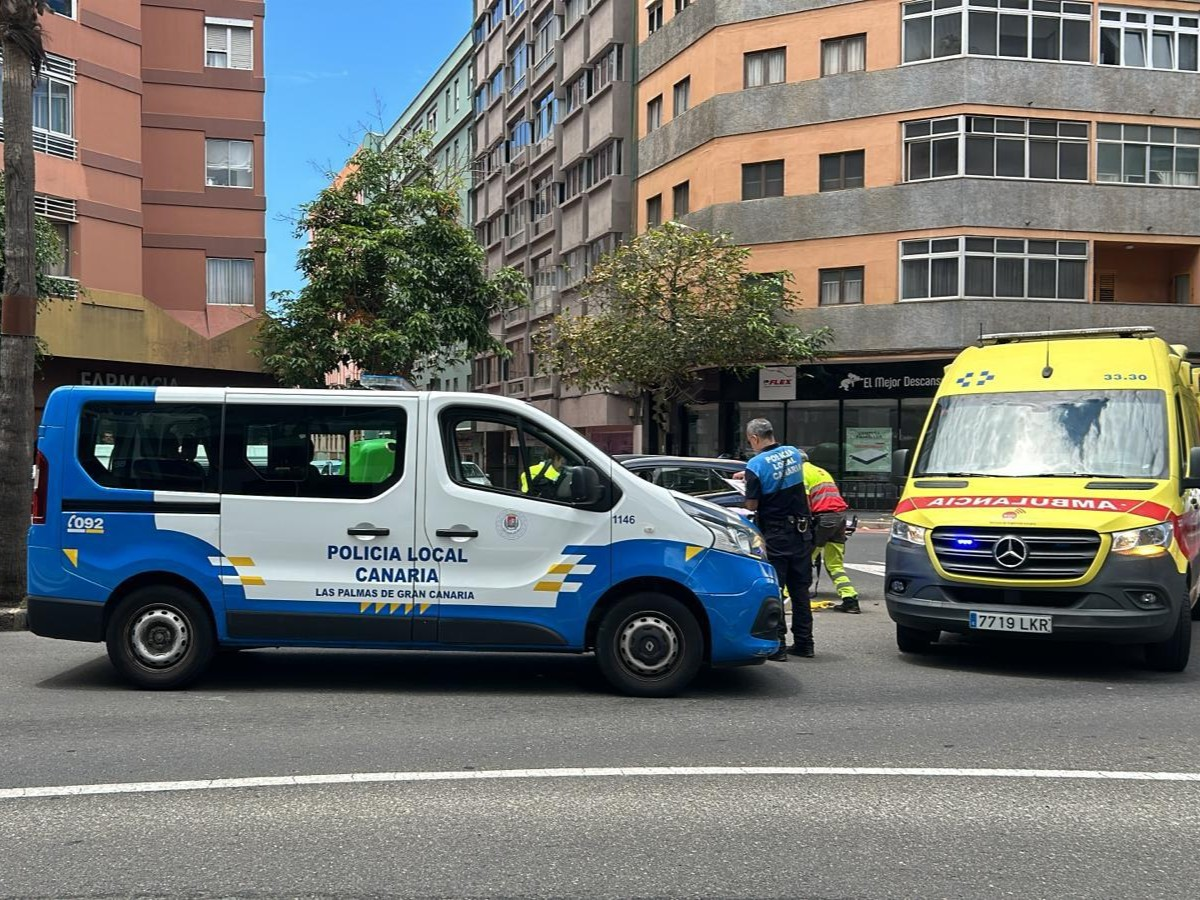
Intervención conjunta junto al Servicio de Urgencias Canario en un accidente de tráfico

- Comisaría en Parque Sta. Catalina (C/ Nicolás Estévanez esquina con el Parque de Santa Catalina)
- Unidad de Mediación y Convivencia (C/ Eufemiano Fuentes Cabrera nº 3, Miller Bajo)
- Unidad de Policía Turística (P.º Las Canteras, pasarela La Cicer) (CERRADO - C/ Nicolás Estévanez esquina con el Parque de Santa Catalina)
- Unidad de Protección y Acompañamiento Local (C/ Escultor Tony Gallardo nº6, Tamaraceite)
- Parque Municipal de Educación Vial (C/ Córdoba nº 31, San Cristóbal)
- Cuartel de Tamaraceite (CERRADO - C/ Doctor Medina Nebot, nº 3)
- Sala de Control de Tráfico (CERRADO - C/ Antonio Manchado Viglietti, nº 3)
  - Sus funciones fueron absorbidas por el CEMELPA.

## Parque Móvil
En los últimos años el parque móvil del Cuerpo está formado tanto por vehículos en propiedad como por vehículos suministrados en arrendamiento (renting), sobre todo los radiopatrullas. Antes de llegar a los actuales SEAT Ateca, los agentes han patrullado con Renault Clio, Renault Scénic, Ford Focus y Renault Megane, algunos de estos vehículos siguen en uso puesto que son en propiedad. 

Además de vehículos motorizados como turismos radiopatrullas, furgones carrozados y motocicletas, también han hecho uso de bicicletas, segway y caballos.

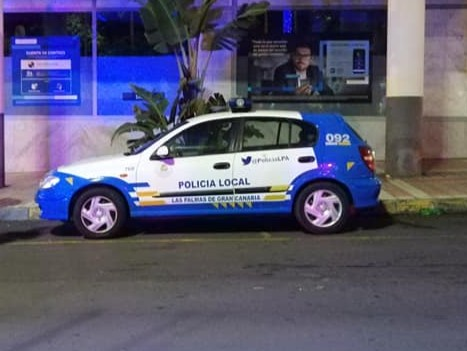
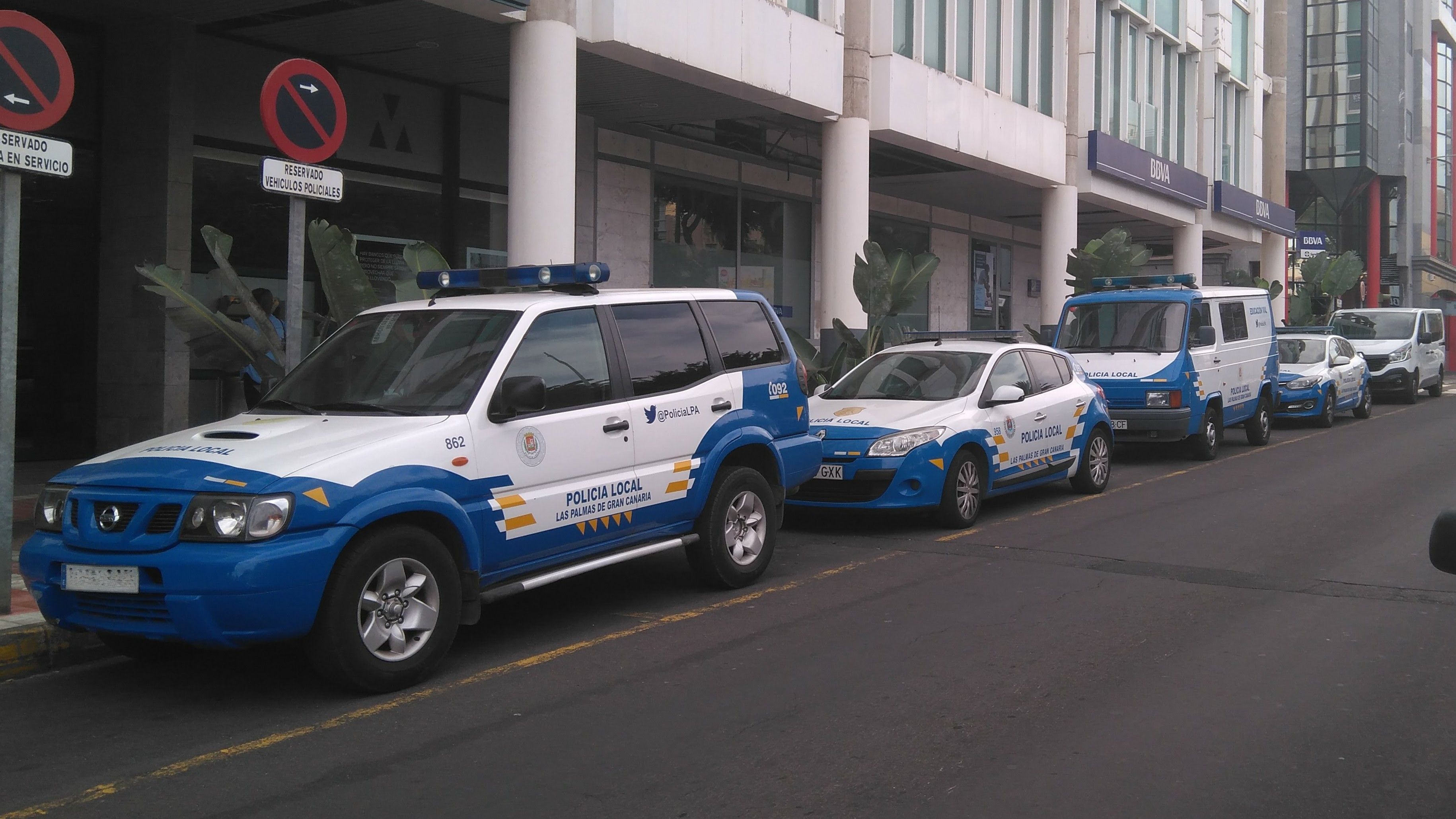
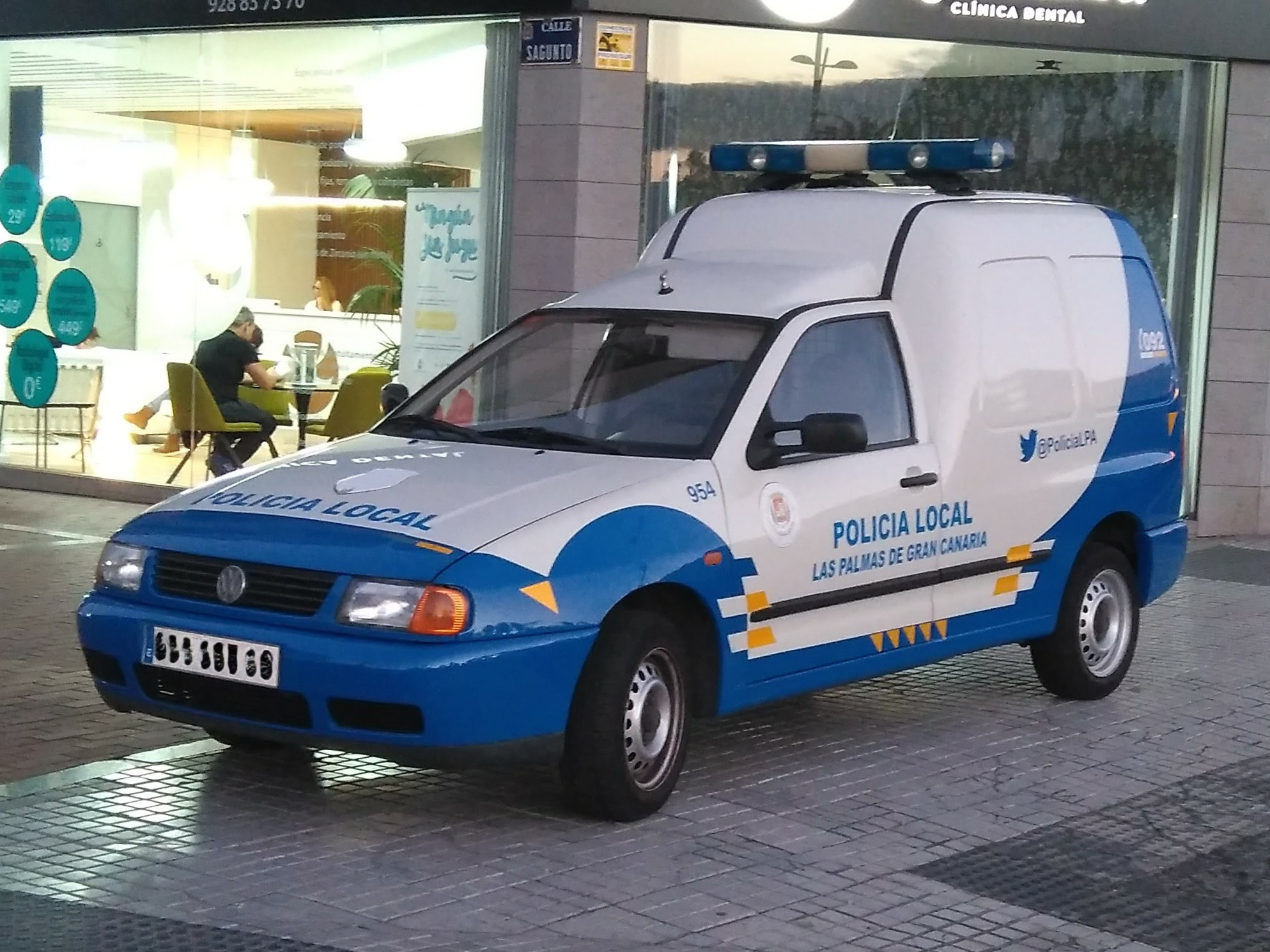
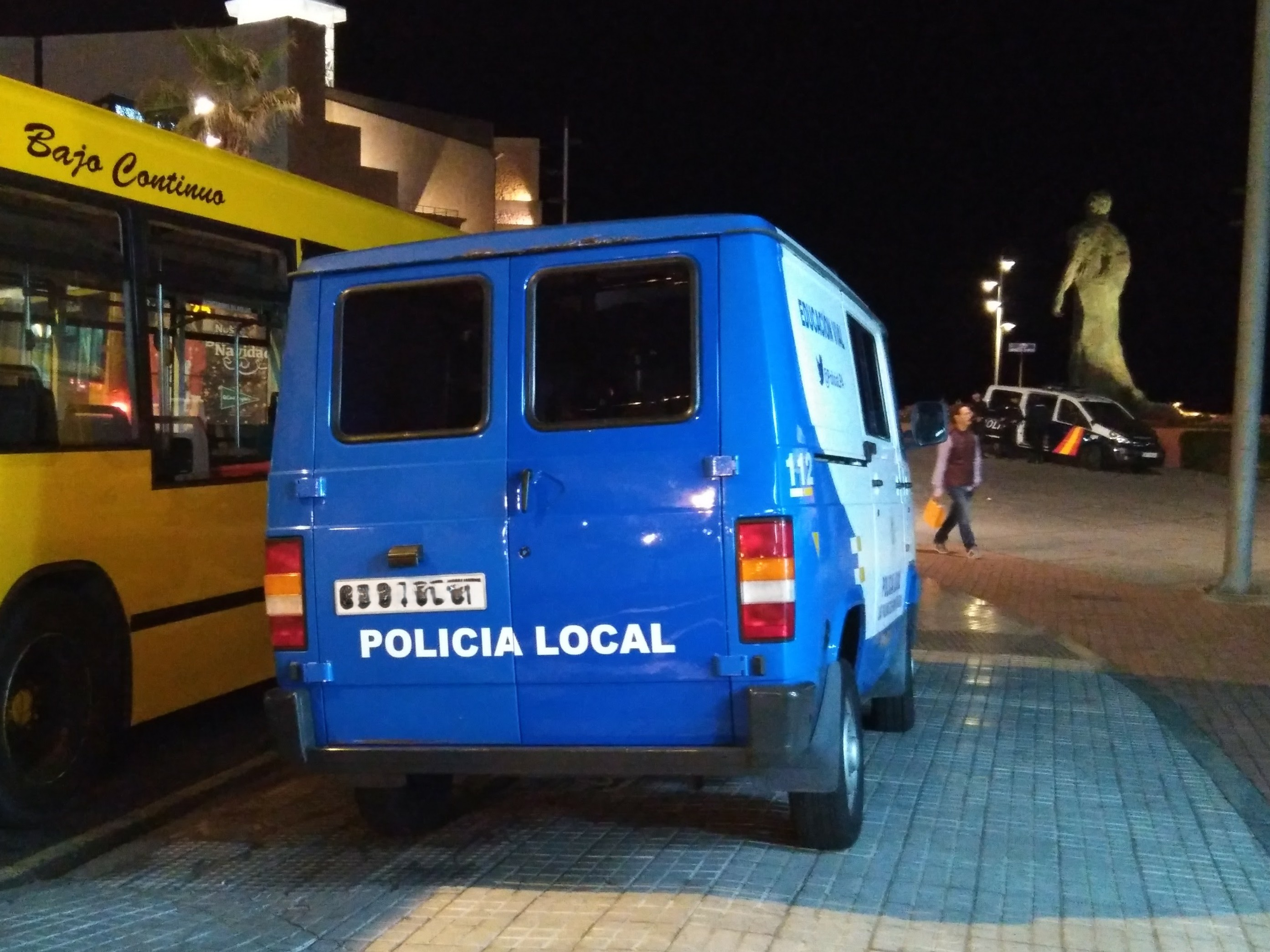
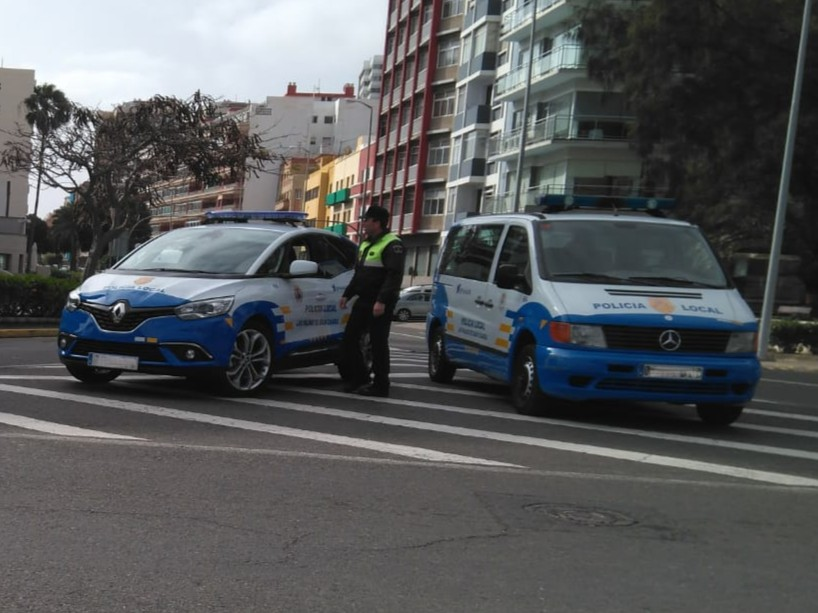
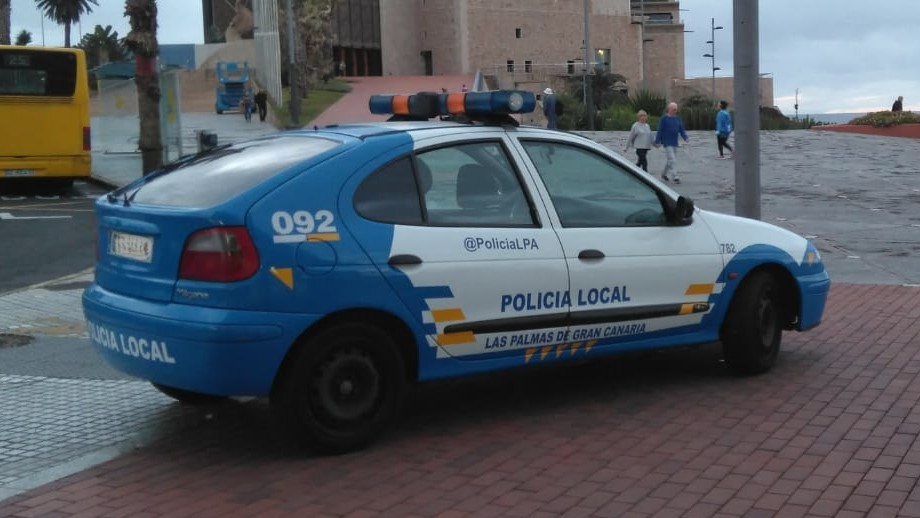
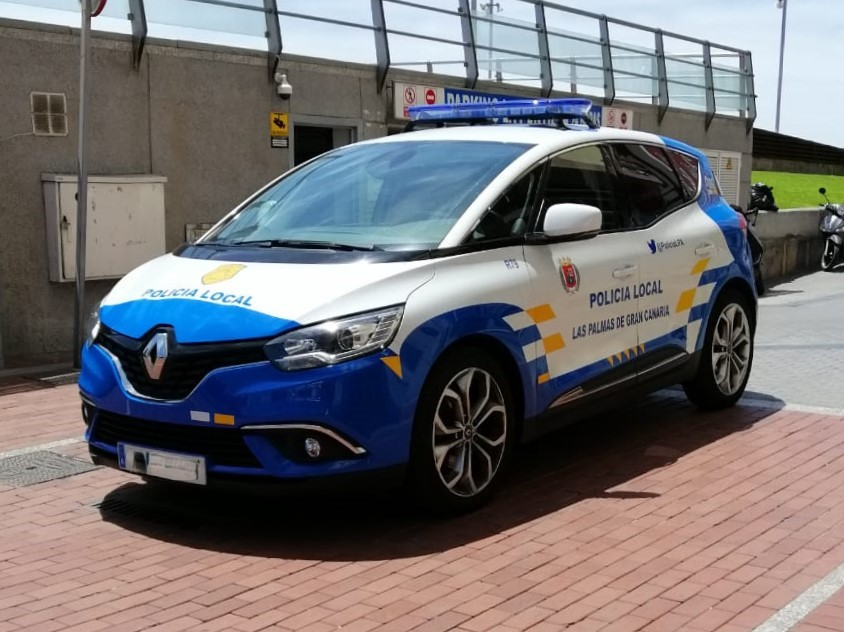
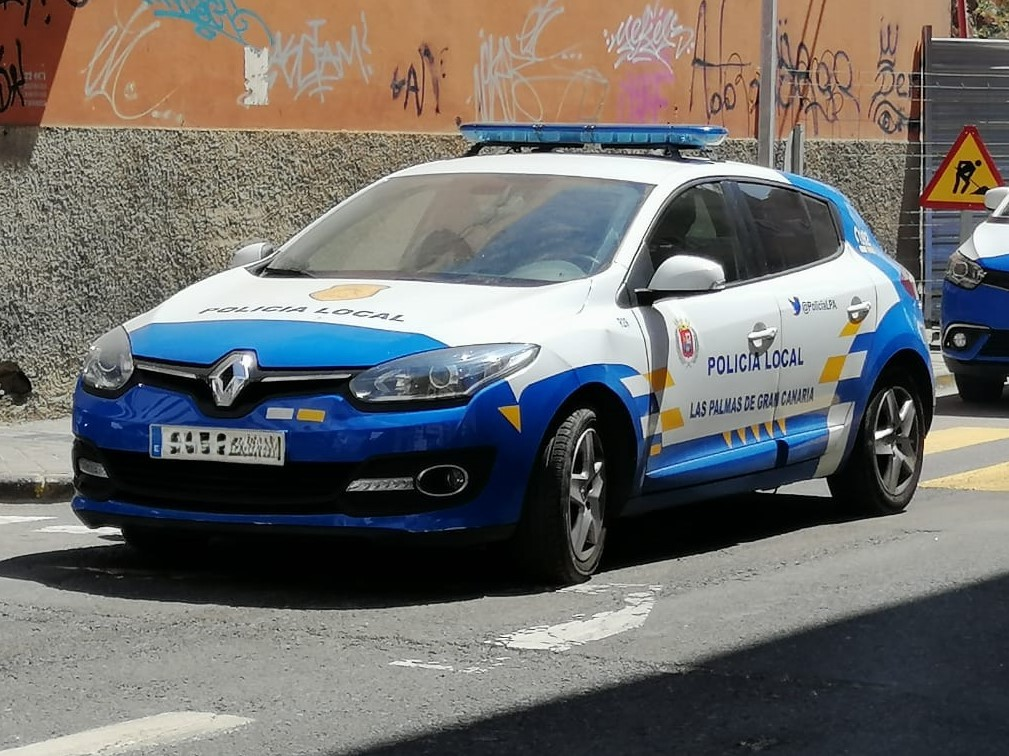